# Hypodactylus nigrovittatus
Hypodactylus nigrovittatus är en groddjursart som först beskrevs av Andersson 1945.  Hypodactylus nigrovittatus ingår i släktet Hypodactylus och familjen Strabomantidae. IUCN kategoriserar arten globalt som livskraftig. Inga underarter finns listade i Catalogue of Life.